# Giải quần vợt Pháp Mở rộng 2010 - Đôi nam xe lăn
Stéphane Houdet và Michael Jeremiasz là đương kim vô địch, nhưng Jeremiasz không chơi năm này.
Houdet chơi với Shingo Kunieda, và họ thắng 6-0, 5-7, [10-8] ở trận chung kết trước Robin Ammerlaan và Stefan Olsson.

## Hạt giống
1. Stéphane Houdet /  Shingo Kunieda (Vô địch)
2. Maikel Scheffers /  Ronald Vink (Bán kết)

## Kết quả

### Từ viết tắt
| - Q = Vòng loại - WC = Đặc cách - LL = Thua cuộc may mắn - Alt = Thay thế - SE = Miễn đặc biệt | - PR = Bảo toàn thứ hạng - w/o = Thắng nhờ đối thủ rút lui trước trận đấu - r = Bỏ cuộc giữa trận đấu - d = Bị xử thua - SR = Xếp hạng đặc biệt |

### Chung kết
|  | Semifinals | Semifinals                     | Semifinals | Semifinals                    | Semifinals |                                |     | Final | Final | Final | Final | Final |  |
|  |            |                                |            |                               |            |                                |     |       |       |       |       |       |  |
|  | 1          | Stéphane Houdet Shingo Kunieda | 6          | 6                             |            |                                |     |       |       |       |       |       |  |
|  | 1          | Stéphane Houdet Shingo Kunieda | 6          | 6                             |            |                                |     |       |       |       |       |       |  |
|  |            | Martin Legner Nicolas Peifer   | 2          | 0                             |            |                                |     |       |       |       |       |       |  |
|  |            | Martin Legner Nicolas Peifer   | 2          | 0                             | 1          | Stéphane Houdet Shingo Kunieda | 6   | 5     | [10]  |       |       |       |  |
|  |            |                                |            |                               |            | Stéphane Houdet Shingo Kunieda | 6   | 5     | [10]  |       |       |       |  |
|  |            |                                |            | Robin Ammerlaan Stefan Olsson | 0          | 7                              | [8] |       |       |       |       |       |  |
|  |            | Robin Ammerlaan Stefan Olsson  | 6          | Robin Ammerlaan Stefan Olsson | 0          | 7                              | [8] | 5     | [10]  |       |       |       |  |
|  |            |                                |            |                               |            |                                |     | 5     | [10]  |       |       |       |  |
|  | 2          | Maikel Scheffers Ronald Vink   | 1          | 7                             | [7]        |                                |     |       |       |       |       |       |  |